# Marco Seefried

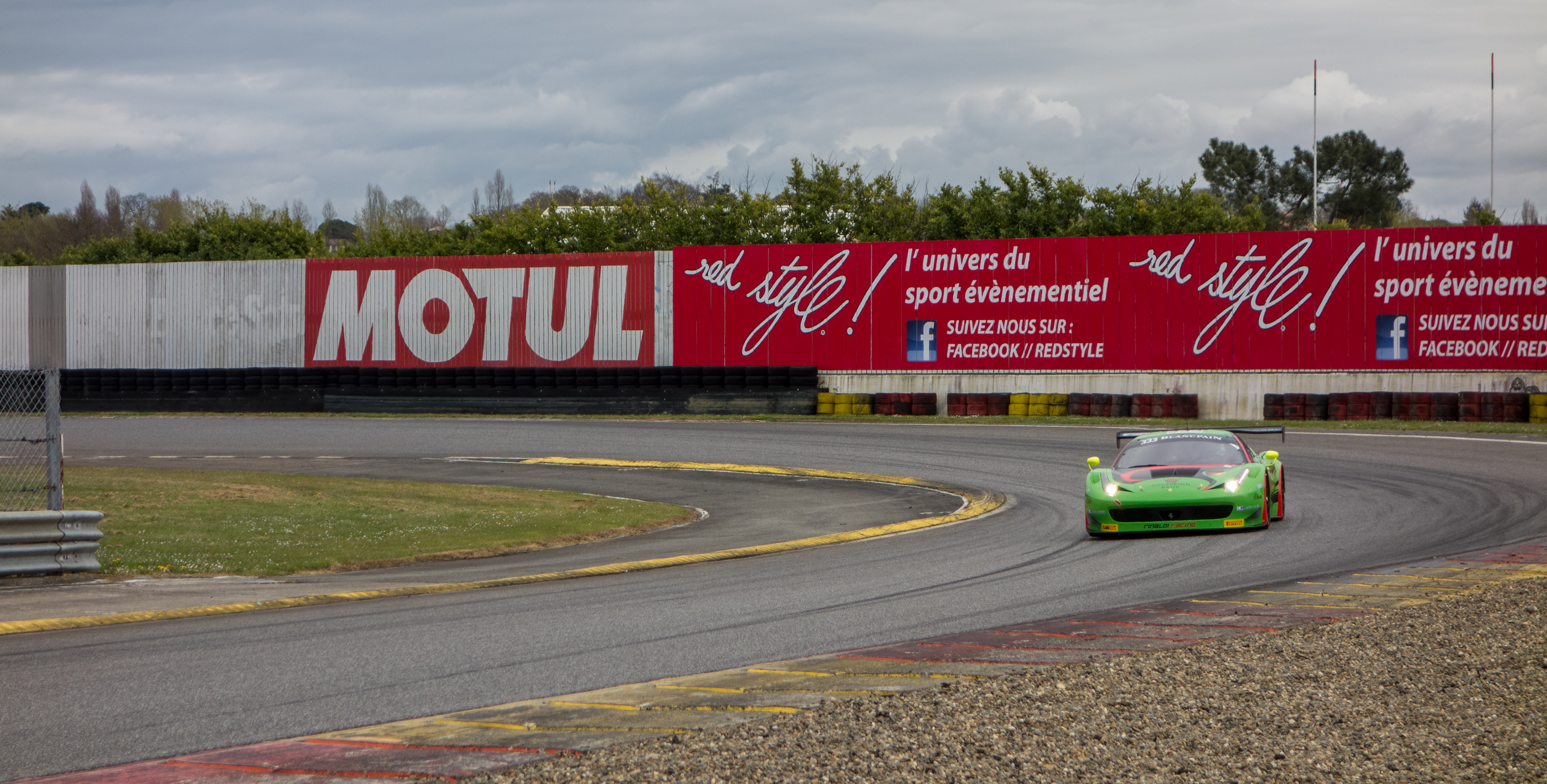
Der Ferrari 458 Italia GT3 von Norbert Siedler und Marco Seefried beim Rennen der Blancpain Sprint Series 2015 in Nogaro

Marco Seefried (* 17. Februar 1976 in Wemding) ist ein deutscher Autorennfahrer.

## Karriere als Rennfahrer
Ende der 1990er-Jahre erwarb Marco Seefried mit gespartem Geld sein erstes Rennkart und fuhr einige Jahre lang Kartrennen. Der Einstieg in den Monopostosport gelang über die Formel König, wo er 1994 den sechsten Meisterschaftsrang erreichte. In den folgenden Jahren musste Seefried seine Fahrerkarriere immer wieder unterbrechen, um als Rennmechaniker die notwendigen finanziellen Mittel für Renneinsätze zu verdienen.
Mit dem Beginn der 2000er-Jahre bestritt er ausschließlich Touren- und GT-Rennen. Nach einem neunten Gesamtrang in der deutschen Renault Clio Sport Trophy 2001 wechselte er 2002 in den Porsche Supercup. 2006 bestritt er sein erstes Rennen in der European Le Mans Series und war 2008 zum ersten Mal beim 24-Stunden-Rennen auf dem Nürburgring am Start. 2016 erreichte er mit den Partnern Christian Vietoris, Christian Hohenadel und Renger van der Zande auf einem Mercedes-AMG GT3 den zweiten Gesamtrang bei diesem 24-Stunden-Rennen.
Marco Seefried bestritt Rennen auf allen Kontinenten und war in einer Vielzahl an Rennserien, unter anderem der FIA-Langstrecken-Weltmeisterschaft, der IMSA WeatherTech SportsCar Championship und der Blancpain Sprint Series, am Start.

## Statistik

### Le-Mans-Ergebnisse
| Jahr | Team                  | Fahrzeug           | Teamkollege     | Teamkollege        | Platzierung | Ausfallgrund |
| ---- | --------------------- | ------------------ | --------------- | ------------------ | ----------- | ------------ |
| 2015 | Dempsey-Proton Racing | Porsche 911 RSR    | Patrick Dempsey | Patrick Long       | Rang 22     |              |
| 2021 | Absolute Racing       | Porsche 911 RSR-19 | Andrew Haryanto | Alessio Picariello | Rang 34     |              |

### Sebring-Ergebnisse
| Jahr | Team            | Fahrzeug               | Teamkollege       | Teamkollege  | Platzierung             | Ausfallgrund |
| ---- | --------------- | ---------------------- | ----------------- | ------------ | ----------------------- | ------------ |
| 2013 | NGT Motorsports | Porsche 997 GT3 Cup    | Henrique Cisneros | Sean Edwards | Rang 26                 |              |
| 2014 | Magnus Racing   | Porsche 911 GT America | Andy Lally        | John Potter  | Rang 23 und Klassensieg |              |
| 2015 | Magnus Racing   | Porsche 911 GT America | Andy Lally        | John Potter  | Ausfall                 | Defekt       |
| 2016 | Magnus Racing   | Audi R8 LMS ultra      | Andy Lally        | John Potter  | Rang 22                 |              |

### Einzelergebnisse in der FIA-Langstrecken-Weltmeisterschaft
| Saison | Team                  | Rennwagen       | 1   | 2   | 3   | 4   | 5   | 6   | 7   | 8   |
| ------ | --------------------- | --------------- | --- | --- | --- | --- | --- | --- | --- | --- |
| 2015   | Dempsey-Proton Racing | Porsche 911 RSR | SIL | SPA | LEM | NÜR | AUS | FUJ | SHA | BAH |
| 2015   | Dempsey-Proton Racing | Porsche 911 RSR | 23  | 28  | 22  | 26  | 24  | 22  | 24  | 28  |
| 2021   | Dempsey-Proton Racing | Porsche 911 RSR | SPA | POR | MON | LEM | BAH | BAH |     |     |
| 2021   | Dempsey-Proton Racing | Porsche 911 RSR | 24  | 27  | 24  | 34  |     |     |     |     |